# Qatar i olympiska sommarspelen 2016
Qatar deltog i de olympiska sommarspelen 2016 i Rio de Janeiro för åttonde gången. Landet skickade sin största trupp någonsin bestående av 38 deltagare, 36 män och två kvinnor. Av dessa 38 var 23 födda utanför Qatar, bland annat elva handbollsspelare, två boxare, en bordtennisspelare och båda beachvolleyspelarna. Höjdhopparen Mutaz Essa Barshim tog Qatars enda medalj, ett silver.

## Medaljer
| Medalj | Namn               | Sport     | Gren     |
| ------ | ------------------ | --------- | -------- |
| Silver | Mutaz Essa Barshim | Friidrott | Höjdhopp |

## Boxning
Qatar var för första gången representerat i boxning vid ett olympiskt spel. Hakan Erşeker tog en plats när han tog sig till kvartsfinal i kvalturneringen i Baku i juni 2016. Thulasi Tharumalingam tog sin plats genom att vinna semifinalen vid en kvalturnering i Vargas i juli 2016.
| Idrottare             | Gren            | Omgång 1               | Omgång 2             | Kvartsfinal          | Semifinal            | Final                | Final            |
| Idrottare             | Gren            | Motståndare Resultat   | Motståndare Resultat | Motståndare Resultat | Motståndare Resultat | Motståndare Resultat | Placering        |
| --------------------- | --------------- | ---------------------- | -------------------- | -------------------- | -------------------- | -------------------- | ---------------- |
| Hakan Erşeker         | Lättvikt        | Tojibaev (UZB) L 0-3   | Gick inte            | Gick inte            | Gick inte            | Gick inte            | Gick inte        |
| Thulasi Tharumalingam | Lätt weltervikt | Baatarsükh (MGL) L 0-3 | Gick inte vidare     | Gick inte vidare     | Gick inte vidare     | Gick inte vidare     | Gick inte vidare |

## Bordtennis
En deltagare tävlade för Qatar i bordtennis. Den före detta kinesiske landslagsmannen Li Ping kvalade in till OS genom att bli den bäste västasiatiska tävlanden vid den asiatiska kvaltävlingen i Hongkong.
| Idrottare | Gren       | Omgång 1             | Omgång 2             | Omgång 3               | Omgång 4              | Kvartsfinal          | Semifinal            | Final / BM           | Final / BM       |                  |
| Idrottare | Gren       | Motståndare Resultat | Motståndare Resultat | Motståndare Resultat   | Motståndare Resultat  | Motståndare Resultat | Motståndare Resultat | Motståndare Resultat | Pl.              |                  |
| --------- | ---------- | -------------------- | -------------------- | ---------------------- | --------------------- | -------------------- | -------------------- | -------------------- | ---------------- | ---------------- |
| Li Ping   | Herrsingel | Bye                  | Bye                  | Pattantyús (HUN) W 4–0 | Ovtcharov (GER) L 3–4 | Gick inte vidare     | Gick inte vidare     | Gick inte vidare     | Gick inte vidare | Gick inte vidare |

## Friidrott
Förkortningar
- Notera– Placeringar avser endast det specifika heatet.
- Q = Tog sig vidare till nästa omgång
- q = Tog sig vidare till nästa omgång som den snabbaste förloraren eller, i fältgrenarna, genom placering utan att nå kvalgränsen
- N/A = Omgången fanns inte i grenen
- Bye = Idrottaren behövde inte tävla i omgången

Damer
Bana och väg
| Idrottare              | Gren      | Heat     | Heat      | Semifinal        | Semifinal        | Final            | Final            |
| Idrottare              | Gren      | Resultat | Placering | Resultat         | Placering        | Resultat         | Placering        |
| ---------------------- | --------- | -------- | --------- | ---------------- | ---------------- | ---------------- | ---------------- |
| Dalal Mesfer Al-Harith | 400 meter | 1:07.12  | 7         | Gick inte vidare | Gick inte vidare | Gick inte vidare | Gick inte vidare |

Herrar
Bana och väg
| Idrottare                | Gren  | Heat     | Heat      | Kvartsfinal | Kvartsfinal | Semifinal        | Semifinal        | Final            | Final            |
| Idrottare                | Gren  | Resultat | Placering | Resultat    | Placering   | Resultat         | Placering        | Resultat         | Placering        |
| ------------------------ | ----- | -------- | --------- | ----------- | ----------- | ---------------- | ---------------- | ---------------- | ---------------- |
| Femi Ogunode             | 100 m | Bye      | Bye       | 10.28       | 5           | Gick inte vidare | Gick inte vidare | Gick inte vidare | Gick inte vidare |
| Femi Ogunode             | 200 m | 20.36    | 4         | i.u.        | i.u.        | Gick inte vidare | Gick inte vidare | Gick inte vidare | Gick inte vidare |
| Abdelalelah Haroun       | 400 m | 45.76    | 2 Q       | i.u.        | i.u.        | 46.66            | 7                | Gick inte vidare | Gick inte vidare |
| Abubaker Haydar Abdalla  | 800 m | 1:47.81  | 5         | i.u.        | i.u.        | Gick inte vidare | Gick inte vidare | Gick inte vidare | Gick inte vidare |
| Abdulrahman Musaeb Balla | 800 m | DNS      | DNS       | i.u.        | i.u.        | Gick inte vidare | Gick inte vidare | Gick inte vidare | Gick inte vidare |

Fältgrenar
| Idrottare            | Gren          | Kval    | Kval      | Final            | Final            |
| Idrottare            | Gren          | Distans | Placering | Distans          | Placering        |
| -------------------- | ------------- | ------- | --------- | ---------------- | ---------------- |
| Mutaz Essa Barshim   | Höjdhopp      | 2.29    | =1 Q      | 2.36             | 2                |
| Ashraf Amgad Elseify | Släggkastning | 73.47   | 12 q      | 75.46            | 5                |
| Ahmed Bader Magour   | Spjutkastning | 77.19   | 16        | Gick inte vidare | Gick inte vidare |

## Judo
En judoka representerade Qatar i sommarspelen 2016. Det var första gången Qatar hade en tävlande i judo.
| Idrottare     | Gren   | Omgång 1             | Omgång 2                    | Omgång 3             | Kvartsfinaler        | Semifinaler          | Återkval             | Final / BM           | Final / BM       |
| Idrottare     | Gren   | Motståndare Resultat | Motståndare Resultat        | Motståndare Resultat | Motståndare Resultat | Motståndare Resultat | Motståndare Resultat | Motståndare Resultat | Pl.              |
| ------------- | ------ | -------------------- | --------------------------- | -------------------- | -------------------- | -------------------- | -------------------- | -------------------- | ---------------- |
| Morad Zemouri | −73 kg | bye                  | van Tichelt (BEL) L 000–100 | Gick inte vidare     | Gick inte vidare     | Gick inte vidare     | Gick inte vidare     | Gick inte vidare     | Gick inte vidare |

## Ridsport
Qatar var för första gången representerade i ridsport i ett olympiskt spel. Det qatariska hoppningslaget tog en plats då de vann den andra deltävlingen i Furusiyya FEI Nations Cup i februari 2015.
| Tävlande                                                                   | Häst           | Gren        | Kvalifikation | Kvalifikation | Kvalifikation | Kvalifikation | Kvalifikation | Kvalifikation    | Kvalifikation    | Kvalifikation    | Final            | Final            | Final            | Final            | Final            | Totalt           | Totalt           |
| Tävlande                                                                   | Häst           | Gren        | Runda 1       | Runda 1       | Runda 2       | Runda 2       | Runda 2       | Runda 3          | Runda 3          | Runda 3          | Runda A          | Runda A          | Runda B          | Runda B          | Runda B          | Totalt           | Totalt           |
| Tävlande                                                                   | Häst           | Gren        | Straff        | Placering     | Straff        | Total         | Placering     | Straff           | Total            | Placering        | Straff           | Placering        | Straff           | Totalt           | Placering        | Straff           | Placering        |
| -------------------------------------------------------------------------- | -------------- | ----------- | ------------- | ------------- | ------------- | ------------- | ------------- | ---------------- | ---------------- | ---------------- | ---------------- | ---------------- | ---------------- | ---------------- | ---------------- | ---------------- | ---------------- |
| Hamad Al-Attiyah                                                           | Appagino       | Individuell | 8             | =53 Q         | 5             | 13            | 50 Q          | DNS              | DNS              | DNS              | Gick inte vidare | Gick inte vidare | Gick inte vidare | Gick inte vidare | Gick inte vidare | Gick inte vidare | Gick inte vidare |
| Ali Al-Rumaihi                                                             | Gunder         | Individuell | 1             | =25 Q         | 1             | 2             | 14 Q          | 2                | 4                | =7 Q             | 4                | =16 Q            | 1                | 5                | =16              | 5                | =16              |
| Sheikh Ali Al-Thani                                                        | First Division | Individuell | 0             | =1 Q          | 4             | 4             | =15 Q         | 1                | 5                | =13 Q            | 0                | =1 Q             | 0                | 0                | =1 JO            | 8                | 6                |
| Bassem Hassan Mohammed                                                     | Dejavu         | Individuell | 4             | =27 Q         | 4             | 8             | =30 Q         | 5                | 13               | 33 Q             | 8                | =28              | Gick inte vidare | Gick inte vidare | Gick inte vidare | 8                | =28              |
| Hamad Al-Attiyah Ali Al-Rumaihi Sheikh Ali Al-Thani Bassem Hassan Mohammed | Se ovan        | Lag         | 5             | 7             | 9             | i.u.          | 9             | Gick inte vidare | Gick inte vidare | Gick inte vidare | i.u.             | i.u.             | i.u.             | i.u.             | i.u.             | 9                | 9                |

## Simning
Två deltagare tävlade för Qatar i simning.
| Idrottare        | Gren                     | Heat     | Heat      | Semifinal        | Semifinal        | Final            | Final            |
| Idrottare        | Gren                     | Resultat | Placering | Resultat         | Placering        | Resultat         | Placering        |
| ---------------- | ------------------------ | -------- | --------- | ---------------- | ---------------- | ---------------- | ---------------- |
| Nada Arakji      | Damernas 100 m fjärilsim | 1:18.86  | 44        | Gick inte vidare | Gick inte vidare | Gick inte vidare | Gick inte vidare |
| Noah Al-Khulaifi | Herrarnas 100 m ryggsim  | 1:07.47  | 39        | Gick inte vidare | Gick inte vidare | Gick inte vidare | Gick inte vidare |

## Skytte
Qatar tog två kvotplatser i skeet.
| Idrottare          | Gren  | Kval  | Kval | Semifinal        | Semifinal        | Final            | Final            |
| Idrottare          | Gren  | Poäng | Pl.  | Poäng            | Pl.              | Poäng            | Pl.              |
| ------------------ | ----- | ----- | ---- | ---------------- | ---------------- | ---------------- | ---------------- |
| Nasser Al-Attiyah  | Skeet | 111   | 31   | Gick inte vidare | Gick inte vidare | Gick inte vidare | Gick inte vidare |
| Rashid Saleh Hamad | Skeet | 109   | 32   | Gick inte vidare | Gick inte vidare | Gick inte vidare | Gick inte vidare |

## Tyngdlyftning
Den 18-årige Fares Ibrahim kvalade in genom att ta en bronsmedalj vid JVM i juli 2016.
| Tävlande      | Viktklass | Ryck | Stöt | Total | Placering |
| ------------- | --------- | ---- | ---- | ----- | --------- |
| Fares Ibrahim | 85 kg     | 158  | 203  | 361   | 7         |